# Amiodarone
L'amiodarone est un médicament antiarythmique de classe III selon la classification de Vaughan-Williams.
On l'utilise dans le traitement de nombreux troubles du rythme cardiaque, notamment supraventriculaires et/ou dans un objectif antiangineux.
C'est souvent le plus efficace des antiarythmiques mais son emploi est limité par ses effets secondaires à long terme.

## Formule chimique
Chlorhydrate de (2-butyl-3 -benzofuranyl)[4-[2-(diéthylamino)éthoxy]-3,5-diiodophényl]méthanone.  

## Mécanisme d'action
Le principal effet de l'amiodarone est de retarder la repolarisation de la cellule cardiaque et d'allonger la période réfractaire de cette dernière de manière homogène :
- diminution de l'amplitude du potentiel d'action, sans modifier le potentiel membranaire de repos ;
- augmentation de la durée du potentiel d'action (la phase 2 est raccourcie par diminution de la conductance calcique mais la phase 3 est très allongée par réduction de la conductance potassique).

En plus de son activité antiarythmique de classe III, l'amiodarone possède également une activité antiarythmique de classe I liée au blocage des canaux sodiques dans leur conformation inactivée. Cet effet est à l'origine d'un ralentissement de la vitesse maximale de dépolarisation de la phase zéro du potentiel d'action et participe au ralentissement de la conduction (effet dromotrope négatif).
L'amiodarone ralentit le rythme cardiaque (effet bradycardisant) imposé par le nœud sinusal (rythme sinusal), toutefois sans effet cardiodépresseur, ainsi que la conduction, principalement au niveau du nœud auriculo-ventriculaire, mais aussi au niveau sino-auriculaire et au niveau du réseau de His-Purkinje.
L'allongement de la période réfractaire s'observe à tous les étages (sinusal, atrial surtout, nœud auriculoventriculaire, réseau de His-Purkinje, ventriculaire) ainsi qu'au niveau du faisceau accessoire en cas de syndrome de Wolff-Parkinson-White.
Ses effets se manifestent au niveau électrocardiographique par des allongements des intervalles PR et du QT corrigé, qui, après un traitement oral prolongé, sont de l'ordre respectivement de 10-17 % et de 10-23 %.
L'amiodarone possède par ailleurs une activité antagoniste alpha et bêta-adrénergique non compétitive. Enfin, son activité de vasodilatation des artères coronaires a conduit à son utilisation comme médicament antiangoreux.
Les effets sur l'électrophysiologie cardiaque de l'amiodarone diffèreraient toutefois selon la voie utilisée, orale ou intraveineuse.

## Pharmacocinétique

### Absorption
L'absorption de l'amiodarone par voie orale est lente et très variable. Sa biodisponibilité est en moyenne de 40 % et varie de 20 à 86 %, sachant qu'elle est meilleure si l'administration est conjointe avec de la nourriture. Le pic plasmatique est variable selon l'individu, de 3,1 à 14,2 microgrammes/ml, cinq heures après une dose orale de 1 500  à   1 800 mg. Elle est mieux absorbée lorsque le comprimé est pris pendant un repas.

### Répartition
L'amiodarone a une fixation aux protéines plasmatiques voisine de 95 %, dont 62 % à l'albumine et 33 % probablement à des bêtalipoprotéines.
L'amiodarone se caractérise par une très importante fixation tissulaire à l'origine de concentrations tissulaires pouvant être 100  à   1 000 fois supérieures aux concentrations plasmatiques.
Son volume de distribution est de 62 l·kg-1.
Son importante liposolubilité conduit à des concentrations particulièrement élevées dans le tissu adipeux.
Son métabolite, la déséthylamiodarone, s'accumule dans les tissus de manière comparable et peut être présente à des concentrations supérieures à celles de l'amiodarone elle-même.
Cette accumulation tissulaire est à l'origine d'effets persistant plusieurs semaines après l'arrêt du traitement. L'activité antiarythmique n'apparaîtrait en général qu'après 1 à 3 semaines et serait maximale après 1 à 5 mois de traitement. Ce délai important est l'une des caractéristiques importantes de la molécule. l'emploi d'une dose de charge (consistant à la prise de plusieurs comprimés durant plusieurs jours d'affilée) peut réduire sensiblement ce délai d'action.
L'amiodarone et son métabolite franchissent la barrière placentaire et leurs concentrations dans le sang du cordon atteignent 10 à 50 % des concentrations sanguines maternelles. Ces substances passent aussi dans le lait maternel.
La cinétique de la molécule est différente lors d'une injection intraveineuse, permettant d'avoir un délai d'action court, de l'ordre d'un quart d'heure.

### Demi-vie
L'amiodarone se caractérise, après une administration prolongée, par une demi-vie d'élimination terminale particulièrement longue, avec une moyenne de l'ordre de 50 jours et une importante variabilité interindividuelle (20 à 100 jours). La demi-vie de son métabolite est voisine de 60 jours.

### Métabolisme et élimination
L'amiodarone est largement métabolisée, principalement au niveau hépatique et, en partie, au niveau intestinal. Le principal métabolite est la déséthylamiodarone qui possède une activité antiarythmique comparable à celle de l'amiodarone. Ce métabolite est présent au niveau plasmatique à des concentrations voisines de celles de l'amiodarone. Le métabolisme de l'amiodarone impliquerait principalement le cytochrome P450 de type CYP 3A4.
L'amiodarone ne subit que peu ou pas d'élimination rénale. Elle est éliminée dans les fèces principalement sous forme métabolisée.
Chaque molécule d'amiodarone contient deux atomes d'iode. Au cours de son métabolisme, environ 10 % de l'iode est relargué dans l'organisme ce qui constitue un apport quotidien d'un peu moins de 10 mg/j, l'apport alimentaire étant à peu près vingt fois moindre.

## Efficacité
Il est utilisé dans le traitement des troubles du rythme cardiaque, qu'ils soient ventriculaire ou supra-ventriculaire. L'amiodarone est alors le meilleur antiaryhtmique du point de vue de l'efficacité. Son emploi est essentiellement limité par ses effets secondaires à long terme, ce qui en fait un traitement de seconde intention. Il a cependant l'avantage d'être peu dépresseur du muscle cardiaque (contrairement à d'autres antiaryhtmiques) et reste l'antiarythmique de choix en cas d'insuffisance cardiaque.
Il est ainsi utilisé pour réduire une fibrillation atriale.
Dans la prévention de récidive de la fibrillation atriale, il est plus efficace que le sotalol, la propafénone et la dronédarone.
Il diminue le nombre d'extrasystoles ventriculaires et celui des tachycardies ventriculaires non soutenues mais ne semble pas prévenir le risque de mort subite. En particulier, il est moins efficace que l'implantation d'un défibrillateur automatique implantable dans la prévention de la mort subite.

## Contre-indications
- Bradycardie auriculaire et troubles de la conduction cardiaque
- Hypersensibilité à l'amiodarone
- Dysthyroïdie (surtout hyperthyroïdie, l'hypothyroïdie permettant la poursuite du traitement avec traitement substitutif par hormones thyroïdiennes)
- Grossesse et allaitement

## Interactions médicamenteuses
Il augmente la concentration sanguine en digoxine et potentialise l'action de la coumadine, nécessitant l'adaptation des doses.
L'association à d'autres molécules allongeant l'intervalle QT sur l'électrocardiogramme (sotalol, autres antiarythmiques, érythromycine...) augmente le risque de survenue de torsades de pointe, trouble rythmique pouvant se traduire par des malaises ou des syncopes. 
Du fait de son interaction avec le cytochrome P450, il modifie le métabolisme de plusieurs autres médicaments. En particulier, il augmente le risque d'atteinte musculaire en cas d'emploi concomitant avec la simvastatine.

## Effets secondaires
L'administration d'amiodarone peut conduire à un cœur trop lent (bradycardie), avec un allongement du QT et un risque assez faible de torsades de pointe.
L'amiodarone peut induire d'autres effets secondaires extra-cardiaques, surtout s'il est utilisé à fortes doses ou pendant une durée prolongée : 
- pneumopathie interstitielle : il s'agit d'un des effets indésirables les plus fréquents (environ 5 % des sujets traités[14]) et les plus graves de l'amiodarone. L'évolution rapide vers la fibrose pulmonaire et une évolution fatale sont possibles. L'arrêt du traitement par l'amiodarone est indispensable, éventuellement associé à un traitement par corticoïdes. Le diagnostic est porté soit par scanner[15] soit par lavage broncho-alvéolaire. Cette complication dépend de la dose quotidienne administrée[16] et ne dépasse pas 2% à 200 mg par jour[17].

- dysthyroïdie : le traitement par l'amiodarone réduit la conversion périphérique de la thyroxine (T4) en tri-iodothyronine (T3) et augmente la formation de reverse-T3. La concentration plasmatique de T4 est donc augmentée, alors que celle de T3 est diminuée. La concentration plasmatique de TSH peut augmenter modérément au début du traitement, mais se normalise spontanément en moins de trois mois. Ces modifications ne s'accompagnent d'aucune manifestation clinique et leur constatation ne doit donc entraîner aucune modification du traitement. Par contre, l'amiodarone entraîne parfois une hypothyroïdie (fréquent) ou une hyperthyroïdie (plus rare). Certains auteurs décrivent deux types d'hyperthyroïdies dues à l'amiodarone, l'une ayant une composante inflammatoire, l'autre est non inflammatoire et attribuée à un excès d'iode, le diagnostic différentiel est difficile. L'hyperthyroïdie due à l'amiodarone peut être irréversible et nécessiter une thyroïdectomie totale suivie d'un traitement de substitution à vie en hormones thyroïdiennes. Le traitement de l'hyperthyroïdie due à l'amiodarone peut être initié avec des corticoïdes, du perchlorate de potassium[18],[19], et des antithyroïdiens de synthèse. En pratique, une surveillance annuelle du taux de la TSH sanguine doit être faite. L'arrêt de l'amiodarone est de règle en cas d'hyperthyroïdie. Le médicament peut être poursuivi sans problème en cas d'hypothyroïdie avec éventuellement un traitement substitutif par hormones thyroïdiennes ;

- toxicité hépatique : une augmentation modérée des transaminases sériques est fréquente (15 à 20 % des sujets traités), généralement asymptomatique et transitoire. La régression des anomalies, souvent spontanée malgré la poursuite du traitement, est habituelle après son arrêt. La persistance d'anomalies peut en revanche présenter un risque. Dans certains cas, une évolution vers la fibrose et la cirrhose a été rapportée. Dans les cas où une biopsie hépatique a été effectuée, les lésions étaient proches de celles dues à une consommation excessive d'alcool (hépatite pseudoalcoolique) et associées à une accumulation de phospholipides dans les lysosomes des hépatocytes ;

- troubles oculaires : il s'agit de dépôts cornéens brun-jaunâtre localisés dans l'aire sous pupillaire. Ils sont quasi constants chez l'adulte, mais sont habituellement asymptomatiques[20]. Leur constatation lors d'un examen ophtalmologique ne nécessite donc pas de modification du traitement par l'amiodarone. Ces dépôts sont complètement réversibles après l'arrêt du traitement. Par ailleurs, quelques cas de névrites optiques ont été rapportés ;

- photosensibilisation et pigmentation cutanée : l'atteinte est très fréquente, imposant une protection contre l'exposition solaire ;

- cancer : sa prise est corrélée avec un risque accru de cancer[21], sans évidence cependant d'un lien de causalité ;

- perturbation du métabolisme lipidique : il entraîne une augmentation du taux de cholestérol total, et ce de manière non liée à la thyroïde[22]. Il diminue, en particulier, l'expression du récepteur au LDL, perturbant l'élimination du LDL[23]. Par ailleurs, l'amiodarone pourrait bloquer la transformation du desmostérol en cholestérol, ce qui pourrait jouer un rôle dans sa toxicité hépatique[24].

## Divers
L'amiodarone fait partie de la liste des médicaments essentiels de l'Organisation mondiale de la santé (liste mise à jour en avril 2013).